# 济南日报报业集团
济南日报报业集团是中華人民共和國山東省濟南市的一個媒體集團。旗下擁有《济南日报》、《济南时报》、《当代健康报》、《都市女报》、《人口导报》、《經濟觀察報》六張報紙以及三个新媒体平台：济南日报新媒体、舜网及新黃河。旗下报刊在微博、微信、Facebook、Twitter、Instagram均开通了账号，《济南日报》更是在QQ、微信、Facebook Messenger、WhatsApp、Line开通了新闻推送服务。
1948年10月1日，解放區境內的济南日报創辦。1988年7月，邓小平為济南日报题写报头。1993年，济南日报社兼并了市场导報。1996年1月1日，济南时报創辦。2002年10月17日，由济南日报社改組的济南日报报业集团成立。2018年，济南报业承建的济南市新闻宣传融媒体公共服务平台项目启动。2019年，济南报业建设的济南融媒体中心建成。2021年4月28日，新媒体平台新黃河激活。